# Wilmer Cruz
Wilmer Enrique Cruz Paredes (Santa Cruz de Yojoa, Honduras, 18 de diciembre de 1965) es un exfutbolista y actual director técnico hondureño. Actualmente es Diputado en el Congreso Nacional de Honduras por el Departamento de Cortés del Partido Libertad y Refundación.   
Es considerado entre uno de los diez mejores porteros de la historia de la Liga Nacional de Honduras.

## Trayectoria

### Como futbolista
Wilmer Enrique Cruz Paredes, nació el 18 de diciembre de 1965 en Santa Cruz de Yojoa, república de Honduras, su primer club fue el Real Club Deportivo España de la ciudad de San Pedro Sula y fue allí donde resaltó su mote de “Superman”, siendo el mejor sucesor para el guardameta costarricense Pedro “Halcón” Trujillo. Wilmer Cruz también jugó para los clubes Motagua, Platense, Independiente Villela, Victoria y Vida; pero sin lograr mayor éxito.
Wilmer regresó a su club de fútbol el Real Club Deportivo España, hasta cuando apareció la figura de Milton “Chocolate” Flores como su sustituto. Luego se mudó de club hasta terminar siendo guardameta del Deportes Savio de Santa Rosa de Copán, recién ascendido y defender por temporadas su portería y hasta fue entrenador de dicho equipo para solventar un desacuerdo entre dirigentes del club y el director técnico, en 2003.

### Como entrenador
En el año 2011 dirigió al club sampedrano Parrillas One de la Liga de Ascenso de Honduras. Durante 2011 y 2012, Wilmer Cruz fue el director Técnico del Atlético Municipal de Santa Cruz de Yojoa, también de la Liga de Ascenso de Honduras. En febrero de 2013 fue nombrado director técnico del Club Deportivo Honduras Progreso, en reemplazo de Gilberto Leonel Machado. Al cuadro progreseño lo logró ascender a la Liga Nacional de Honduras, tras ganar el Apertura 2013 y el Clausura 2014 del Ascenso.

## Selección nacional
Wilmer Cruz fue internacional con la Selección de fútbol de Honduras en 63 ocasiones y es considerado uno de los mejores porteros que han pasado por ella. De su experiencia como guardameta de la Selección Nacional de Honduras, cabe destacar que fue muy complicada la elección, ya que el Club Deportivo Olimpia contaba con el experimentado portero Belarmino Rivera y Óscar Banegas y por parte de Motagua el portero Marvin “Mango” Henríquez que eran dos buenas referencias en la titularidad. Honduras, estaba en la ronda de eliminatorias para el Mundial de Fútbol de 1994 en Estados Unidos de América, y se estrenó como portero en fecha 19 de julio de 1992, enfrentándose las selecciones de Guatemala y Honduras, en Ciudad de Guatemala y el marcador fue de 0 a 0.
El 8 de noviembre de 1992, Honduras se enfrentaría a su rival más fuerte de Centroamérica, Costa Rica en la capital “tica” primeramente los locales iban ganando el encuentro, cuando apareció la figura del “Superman” Cruz atajando un penal y luego sirvió para remontar un partido ya perdido, al terminar la victoria fue hondureña por marcador de 3 a 2. Wilmer “Superman” Cruz no participó en ninguna Copa Mundial de Fútbol, ya que Honduras siempre era eliminada en la ronda final de las eliminatorias correspondientes; pero si logró ser subcampeón con Honduras en la Copa Oro de 1991.

### Participaciones en Copa Oro
| Copa Oro      | Sede                    | Resultado        |
| ------------- | ----------------------- | ---------------- |
| Copa Oro 1991 | Estados Unidos          | Subcampeón       |
| Copa Oro 1993 | Estados Unidos · México | Primera fase     |
| Copa Oro 1996 | Estados Unidos          | Primera fase     |
| Copa Oro 2000 | Estados Unidos          | Cuartos de final |

### Partidos oficiales
| Año  | Lugar               | Fecha                   | Resultado                  | Ronda                 |
| ---- | ------------------- | ----------------------- | -------------------------- | --------------------- |
| 1994 | Ciudad de Guatemala | 19 de julio de 1992     | Guatemala 0 – 0 Honduras   | ronda 33              |
| 1994 | Tegucigalpa         | 26 de julio de 1992     | Honduras 2 – 0 Guatemala   | ronda 33              |
| 1994 | San José            | 8 de noviembre de 1992  | Costa Rica 2 – 3 Honduras  | segunda ronda         |
| 1994 | Ciudad de México    | 15 de noviembre de 1992 | México 2 – 0 Honduras      | segunda ronda         |
| 1994 | Kingstown           | 22 de noviembre de 1992 | San Vicente 0 – 4 Honduras | segunda ronda         |
| 1994 | Tegucigalpa         | 28 de noviembre de 1992 | Honduras 4 – 0 San Vicente | segunda ronda         |
| 1994 | Tegucigalpa         | 5 de diciembre de 1992  | Honduras 2 – 0 Costa Rica  | segunda ronda         |
| 1994 | Tegucigalpa         | 13 de diciembre de 1992 | Honduras 1 – 1 México      | segunda ronda         |
| 1994 | Tegucigalpa         | 25 de abril de 1993     | Honduras 2 – 1 El Salvador | Etapa final           |
| 1994 | Tegucigalpa         | 2 de mayo de 1993       | Honduras 1 – 4 México      | Etapa final           |
| 1994 | San Salvador        | 9 de mayo de 1993       | El Salvador 2-1            | Etapa final           |
| 1998 | Kingstown           | 13 de octubre de 1996   | San Vicente 1 – 3 Honduras | semifinales           |
| 2002 | San Pedro Sula      | 4 de marzo de 2000      | Honduras 3 – 0 Nicaragua   | Etapa centroamericana |
| 2002 | Panamá              | 2 de abril de 2000      | Panamá 1 – 0 Honduras      | Etapa centroamericana |
| 2002 | Diriamba            | 16 de abril de 2000     | Nicaragua 0 – 1 Honduras   | Etapa centroamericana |
| 2002 | Tegucigalpa         | 7 de mayo de 2000       | Honduras 3 – 1 Panamá      | Etapa centroamericana |

## Clubes

### Como futbolista
| Club                  | País     | Año       |
| --------------------- | -------- | --------- |
| Real España           | Honduras | 1985-1990 |
| Platense              | Honduras | 1990-1991 |
| Real España           | Honduras | 1991-1994 |
| Motagua               | Honduras | 1994-1996 |
| Independiente Villela | Honduras | 1997      |
| Real España           | Honduras | 1997-1999 |
| Vida                  | Honduras | 2000      |
| Deportes Savio        | Honduras | 2000      |
| Victoria              | Honduras | 2001      |
| Deportes Savio        | Honduras | 2001-2002 |

### Como entrenador
| Club                   | País     | Año       |
| ---------------------- | -------- | --------- |
| Deportes Savio         | Honduras | 2003      |
| Atlético Municipal     | Honduras | 2011      |
| Parrillas One          | Honduras | 2011-2012 |
| Atlético Municipal     | Honduras | 2012      |
| Honduras Progreso      | Honduras | 2013-2015 |
| Atlético Municipal     | Honduras | 2015      |
| Juticalpa F.C.         | Honduras | 2016      |
| Atlético Municipal     | Honduras | 2017      |
| Parrillas One          | Honduras | 2018      |
| Real Juventud          | Honduras | 2018-2019 |
| Juticalpa F.C.         | Honduras | 2019      |
| Victoria               | Honduras | 2019-2020 |
| Atlético Independiente | Honduras | 2023-2024 |

## Palmarés

### Como futbolista

#### Campeonatos nacionales
| Título                    | Club        | País     | Año  |
| ------------------------- | ----------- | -------- | ---- |
| Liga Nacional de Honduras | Real España | Honduras | 1990 |
| Liga Nacional de Honduras | Real España | Honduras | 1993 |

#### Campeonatos internacionales
| Título     | Club                  | País        | Año  |
| ---------- | --------------------- | ----------- | ---- |
| Copa Uncaf | Selección de Honduras | Honduras    | 1993 |
| Copa Uncaf | Selección de Honduras | El Salvador | 1995 |

(*) Incluyendo la selección

### Como entrenador

#### Campeonatos nacionales
| Título                      | Club              | País     | Año  |
| --------------------------- | ----------------- | -------- | ---- |
| Liga de Ascenso de Honduras | Honduras Progreso | Honduras | 2013 |
| Supercopa de Honduras       | Honduras Progreso | Honduras | 2014 |
| Liga de Ascenso de Honduras | Honduras Progreso | Honduras | 2014 |
| Copa de Honduras            | Juticalpa F.C.    | Honduras | 2016 |